# Huế (oraș de provincie)

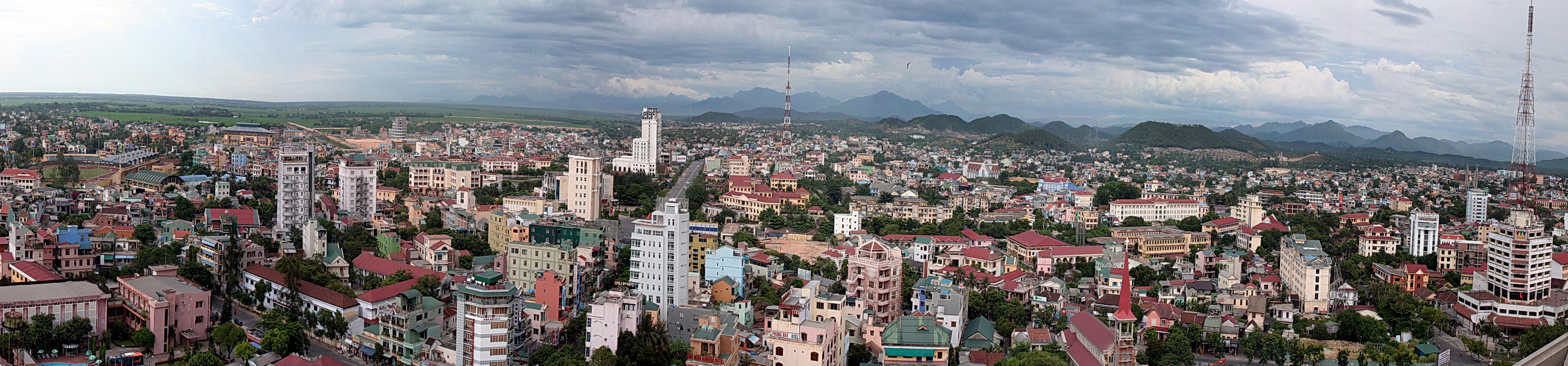

Huế este un fost oraș de provincie din Vietnam. Orașul a fost capitala provinciei Thừa Thiên Huế din regiunea Coastei Centrale de Nord a Vietnamului, situată în apropiere de centrul Vietnamului.
Ca recunoaștere a dezvoltării rapide a lui Huế, orașul a devenit a șasea municipalitate guvernată central din Vietnam în 2025. Ca parte a acestui proces, Huế a anexat restul provinciei Thừa Thiên Huế pentru a eficientiza administrația.